# Peter Riegert
Peter Riegert (New York, 1947. április 11. –) amerikai színész, forgatókönyvíró és rendező. 
Emlékezetesebb filmszereplései voltak a Party zóna (1978), a Porunk hőse (1983), A szerelemhez idő kell (1988), A Maszk (1994) és az Amerikai pasztorál (2016) című filmekben. 2000-ben mutatták be By Courier című rövidfilmes rendezését, mellyel Oscar-díjra jelölték legjobb élőszereplős rövidfilm kategóriában. 2001-ben a Traffic (2000) című film többi szereplőjével közösen átvehette a legjobb szereplőgárda (mozifilm) kategóriában kiosztott Screen Actors Guild-díjat.
A füstbement terv (1993) című HBO televíziós filmmel Primetime Emmy-jelölést szerzett. Visszatérő televíziós szerepei voltak a Maffiózók (2001–2002), A hatalom hálójában (2007) és az Így neveld a faterod (2013–2014) című műsorokban. 

## Filmográfia

### Film
| Év   | Magyar cím                           | Eredeti cím                                                | Szerep                     | Magyar hang    |
| ---- | ------------------------------------ | ---------------------------------------------------------- | -------------------------- | -------------- |
| 1978 | Party zóna                           | National Lampoon's Animal House                            | Donald "Boone" Schoenstein | Háda János     |
| 1979 |                                      | Americathon                                                | McMerkin                   |                |
| 1979 | Fagyos téli napok                    | Chilly Scenes of Winter                                    | Sam                        |                |
| 1981 | Bolond mozi mozibolondoknak          | National Lampoon's Movie Madness                           | Jason Cooper               | Csonka András  |
| 1983 | Porunk hőse                          | Local Hero                                                 | MacIntyre                  | Kassai Károly  |
| 1987 | Egy szerelmes férfi                  | A Man in Love                                              | Michael Pozner             |                |
| 1987 | Az üldözött szemtanú                 | The Stranger                                               | Dr. Harris Kite            |                |
| 1988 | A szerelemhez idő kell               | Crossing Delancey                                          | Sam Posner                 | Csonka András  |
| 1989 |                                      | That's Adequate                                            | Baby Elroy felnőttként     |                |
| 1990 | Gyilkosságok varázsszóra             | A Shock to the System                                      | Robert "Bob" Benham        | Mihályi Győző  |
| 1990 | Gyilkosságok varázsszóra             | A Shock to the System                                      | Robert "Bob" Benham        | Forgács Gábor  |
| 1991 | Fedezetlen szerelem                  | The Object of Beauty                                       | Lawrence "Larry" Oates     |                |
| 1991 | Oscar                                | Oscar                                                      | Aldo                       | Harsányi Gábor |
| 1991 | Titkok köve                          | The Runestone                                              | Gregory Fanducci százados  |                |
| 1992 |                                      | Utz                                                        | Marius Fisher              |                |
| 1992 | Boldog-boldogtalan                   | Passed Away                                                | Peter Syracusa             | Balázsi Gyula  |
| 1994 | A Maszk                              | The Mask                                                   | Mitch Kellaway hadnagy     | Márton András  |
| 1995 | Hideg, mint a vér                    | Coldblooded                                                | Steve                      | Szersén Gyula  |
| 1996 | Derült égből El-visz                 | Pie in the Sky                                             | Dunlap papa                | Vass Gábor     |
| 1996 | A végtelen                           | Infinity                                                   | Mel Feynman                | Harsányi Gábor |
| 1998 | Jerry és Tom                         | Jerry and Tom                                              | Stanley                    |                |
| 1998 | Hazugságok éjszakája                 | Hi-Life                                                    | Minor                      |                |
| 2000 | Ébren álmodó                         | Passion of Mind                                            | Dr. Peters                 | Rosta Sándor   |
| 2000 | Hogyan öljük meg a szomszéd kutyáját | How to Kill Your Neighbor's Dog                            | Larry                      |                |
| 2000 | Traffic                              | Traffic                                                    | Michael Adler ügyvéd       | Orosz István   |
| 2003 |                                      | Where Are They Now?: A Delta Alumni Update (rövidfilm)     | Donald "Boone" Schoenstein |                |
| 2004 | Sorsfordító rabbi                    | King of the Corner                                         | Leo Spivak                 |                |
| 2009 |                                      | Love Conquers Paul                                         | Mr. Feigenbaum             |                |
| 2010 |                                      | The Chosen One                                             | Bob                        |                |
| 2010 |                                      | White Irish Drinkers                                       | Whitey                     |                |
| 2011 |                                      | Sholem Aleichem: Laughing in the Darkness (dokumentumfilm) | önmaga                     |                |
| 2011 | Az igazi kaland                      | We Bought a Zoo                                            | Delbert McGinty            | Forgács Gábor  |
| 2013 | Middleton                            | At Middleton                                               | Boneyard Sims              | Harsányi Gábor |
| 2014 |                                      | The Walk (rövidfilm)                                       | Alfred Foxman              |                |
| 2016 | Amerikai pasztorál                   | American Pastoral                                          | Lou Levov                  | Forgács Gábor  |

### Televízió
| Év        | Magyar cím                               | Eredeti cím                            | Szerep                       | Megjegyzések                              |
| --------- | ---------------------------------------- | -------------------------------------- | ---------------------------- | ----------------------------------------- |
| 1977      |                                          | M*A*S*H                                | Igor Straminsky tizedes      | 2 epizód                                  |
| 1984      |                                          | American Playhouse                     | Richard Nixon                | 4 epizód                                  |
| 1984      |                                          | Ellis Island                           | Jacob Rubinstein             | minisorozat (3 epizód)                    |
| 1985      | Alkonyzóna                               | The Twilight Zone                      | Gus Rosenthal                | 1 epizód                                  |
| 1986      | Szenzáció a televízióban                 | News at Eleven                         | Eric Ross                    | tévéfilm                                  |
| 1989      |                                          | American Masters                       | W. Eugene Smith              | 1 epizód                                  |
| 1989      |                                          | Trying Times                           | Bill                         | 1 epizód                                  |
| 1992      |                                          | Middle Ages                            | Walter Cooper                | 5 epizód                                  |
| 1993      | A füstbement terv                        | Barbarians at the Gate                 | Peter Cohen                  | tévéfilm                                  |
| 1993      |                                          | Gypsy                                  | Herbie                       | tévéfilm                                  |
| 1995      |                                          | The Infiltrator                        | Rabbi Cooper                 | tévéfilm                                  |
| 1995      |                                          | Mystery Dance                          | Alan Baker                   | 1 epizód                                  |
| 1995      |                                          | An Element of Truth                    | Sidney Wiltz                 | tévéfilm                                  |
| 1996      | Esküdt ellenségek                        | Law & Order                            | Jerold Dixon                 | 1 epizód                                  |
| 1997      | A halüzem                                | North Shore Fish                       | Porker                       | tévéfilm                                  |
| 1997      |                                          | Face Down                              | Coop Cooper Coop hadnagy     | tévéfilm                                  |
| 1998      | Seinfeld                                 | Seinfeld                               | James Kimbrough              | 1 epizód                                  |
| 1998      | Egy gyermek kálváriája                   | The Baby Dance                         | Richard Luckman              | tévéfilm                                  |
| 1998      |                                          | Scandalous Me: Jacqueline Susann Story | Irving Mansfield             | tévéfilm                                  |
| 2000      | Esti meccsek                             | Sports Night                           | Jay Rydell                   | 1 epizód                                  |
| 2001      |                                          | Bojangles                              | Marty Forkins                | tévéfilm                                  |
| 2001      |                                          | The Beast                              | Ted Fisher                   | 6 epizód                                  |
| 2001      | Baseball ászok                           | Bleacher Bums                          | Decker                       | tévéfilm                                  |
| 2001–2002 | Maffiózók                                | The Sopranos                           | Ronald Zellman               | 6 epizód                                  |
| 2003      | Family Guy                               | Family Guy                             | Max Weinstein (hangja)       | 1 epizód                                  |
| 2004      | Vissza a múltba                          | Back When We Were Grownups             | Zeb Davitch                  | tévéfilm                                  |
| 2004–2007 | Esküdt ellenségek: Különleges ügyosztály | Law & Order: Special Victims Unit      | Chauncey Zeirko              | 7 epizód                                  |
| 2006      | Ki voltál, lányom?                       | Surrender, Dorothy                     | Mel                          | - tévéfilm - magyar hangja: - Csuha Lajos |
| 2007      | A hatalom hálójában                      | Damages                                | George Moore / The Executive | 9 epizód                                  |
| 2008      | Divatdiktátorok                          | Cashmere Mafia                         | Len Dinerstein               | 1 epizód                                  |
| 2009      | Lépéselőnyben                            | Leverage                               | Peter Blanchard              | 1 epizód                                  |
| 2009–2012 | A férjem védelmében                      | The Good Wife                          | Harvey Winter bíró           | 5 epizód                                  |
| 2010–2011 | Tuti gimi                                | One Tree Hill                          | Dr. August Kellerman         | 6 epizód                                  |
| 2013–2014 | Így neveld a faterod                     | Dads                                   | David Sachs                  | 19 epizód                                 |
| 2015      |                                          | Sex & Drugs & Rock & Roll              | Ted                          | 1 epizód                                  |
| 2015      | Mutassatok egy hőst                      | Show Me a Hero                         | Oscar Newman                 | minisorozat (6 epizód)                    |
| 2017–2019 | A megtörhetetlen Kimmy Schmidt           | Unbreakable Kimmy Schmidt              | Artie Goodman                | 9 epizód                                  |
| 2018      |                                          | Disjointed                             | Walter                       | 5 epizód                                  |
| 2021      | Utódlás                                  | Succession                             | Roger Pugh                   | 2 epizód                                  |
| 2022      |                                          | Bull                                   | Dr. Cohen                    | 1 epizód                                  |
| 2023      | Extrapolációk                            | Extrapolations                         | Ben Zucker                   | minisorozat (1 epizód)                    |
| 2023      | Harlan Coben: Menedék                    | Harlan Coben's Shelter                 | Allen                        | minisorozat (1 epizód)                    |

## Fordítás
- Ez a szócikk részben vagy egészben  a   Peter Riegert című angol Wikipédia-szócikk fordításán alapul.  Az eredeti cikk szerkesztőit annak laptörténete sorolja fel. Ez a jelzés csupán a megfogalmazás eredetét és a szerzői jogokat jelzi, nem szolgál a cikkben szereplő információk forrásmegjelöléseként.